# أوغانيسون
أوغانيسون هو عنصر في الجدول الدوري رمزه الكيميائي Og وله العدد الذري 118. وهو يتشارك في الصفات مع عناصر المجموعة التي ينتمى إليها، الغازات النبيلة، ويكون تشابهه أكثر للرادون، وهو العنصر الغازي الثاني الذي له نشاط إشعاعي وأول غاز شبه موصل قياسي. و بتجاهل تأثير نشاطه الإشعاعي، وهو أنشط كيميائيا عن الزينون وبالتالي سيكون أكسيدات OgO3, وفلوريدات.
كان يعرف في السابق باسم أنون أوكتيوم وكان له رمز مؤقت Uuo 118، وقد تسميه بعض الأبحاث أسفل الرادون. تم اعتماد التسمية الجديدة من قبل الاتحاد الدولي للكيمياء البحتة والتطبيقية في 28 نوفمبر 2016.

## تاريخ الأوغانيسون
في عام 1999 أفادت الأبحاث في مختبر لورنس بيركلي الوطني عن اكتشاف كل من العناصر 116، 118 في بحث تم نشره في «خطابات مراجعة الفيزياء».
و في العام التالي، أعلنوا تراجعهم عن الإفادة السابقة بعد عدم استطاعة الأبحاث الوصول لنفس النتائج مرة أخرى. وفي يونيو عام 2002، أعلن مدير المعمل أن الإدعاء الأصلي باكتشاف العنصرين كان عن طريق فيكتور نينوف.
أوغانيسون هو اسم بمعرفة (IUPAC).

## وصلات خارجية
- العناصر على شبكة المعلومات - أوغانيسون
- موقع Apsidium - أوغانيسون